# Sasha Meneghel
Sasha Meneghel Szafir Figueiredo (Rio de Janeiro, 28 de julho de 1998), é uma estilista e modelo brasileira. É filha da apresentadora Xuxa e do ator Luciano Szafir.

## Carreira
Sasha foi jogadora de vôlei na categoria de base do Flamengo entre 2008 e 2015. Em 2011, foi convocada para a Seleção Brasileira Sub-15.
Em 2016 mudou-se para os Estados Unidos para estudar moda na Parsons The New School, onde se formou em 2019.
Em 2017 assinou sua primeira coleção de roupas pela Coca-Cola Clothing. Em setembro de 2022, Sasha foi anunciada como a primeira embaixadora de marca da casa de moda italiana Fendi no Brasil.

## Mídia
Seu nascimento foi noticiado em reportagem de dez minutos no Jornal Nacional, sendo até hoje a gravidez mais midiática da história do país.
Sasha começou a aparecer na televisão com frequência em 2002 entre as crianças que brincavam livremente no programa Xuxa no Mundo da Imaginação e na série de DVDs Xuxa só para Baixinhos.
Em 2009, protagonizou o filme Xuxa e o Mistério de Feiurinha, inspirado no livro O Fantástico Mistério de Feiurinha, de Pedro Bandeira, porém não interessou-se pela atuação e não realizou outros trabalhos.
Em 2024, fundou a marca de roupas Mondepars, onde atua como designer e diretora criativa. A propsota da grife é criar peças minimalistas, versáteis e atemporais.

## Vida pessoal
Em 2016, mudou-se sozinha para Nova Iorque para estudar moda na Parsons School of Design.
Em novembro de 2020, ficou noiva do modelo João Lucas Figueiredo. Eles casaram em maio de 2021, em uma cerimônia íntima para familiares e amigos na residência de Xuxa
Por parte paterna possui ascendência libanesa e judaica asquenazi e materna italiana, polonesa, alemã e suíça.

## Filmografia

### Cinema
| Ano  | Título                  | Papel     |
| ---- | ----------------------- | --------- |
| 2009 | O Mistério de Feiurinha | Feiurinha |

## Premiações e indicações
| Ano  | Prêmio                | Categoria                 | Indicação               | Resultado |
| ---- | --------------------- | ------------------------- | ----------------------- | --------- |
| 2019 | Meus Prêmios Nick     | Style do Ano              | Sasha                   | Indicada  |
| 2021 | MTV Millennial Awards | Ícone Miaw                | Sasha                   | Indicado  |
| 2021 | MTV Millennial Awards | Eu Shippo                 | Sasha e João Figueiredo | Indicado  |
| 2022 | Capricho Awards       | Inspiração Fashion do Ano | Sasha                   | Indicado  |